# FC Barcelona in het seizoen 2023/24
Het seizoen 2023/2024 van Fútbol Club Barcelona was het 124e seizoen dat de club bestond en het 93e opeenvolgende seizoen in de Spaanse Primera División. De club nam dit seizoen deel aan de edities van de Copa del Rey, de Supercopa de España en de UEFA Champions League. Het seizoen besloeg de periode van 1 juli 2023 tot en met 30 juni 2024.
Dit was het eerste seizoen sinds 2015 zonder de grootheden Gerard Piqué, Jordi Alba en Sergio Busquets. Alleen Marc-André Ter Stegen was nog actief als speler van FC Barcelona en bleef als enige over van het elftal dat in 2015 de UEFA Champions League wist te winnen.
In dit seizoen speelde de club voor het eerst in zijn geschiedenis niet in het Camp Nou, maar in het Olympisch Stadion Lluís Companys, gelegen op de Montjuïc. Deze tijdelijke verhuizing was het gevolg van de grootschalige renovatie van het Camp Nou in het kader van het Espai Barça-project.
De club won dit seizoen geen enkele prijs en bleef daardoor prijsloos. Aan het einde van het seizoen trad hoofdtrainer Xavi Hernández terug.